# University College de Londres
La University College de Londres (en inglés, University College London), también conocida como UCL, es una universidad pública del Reino Unido, ubicada en Inglaterra. Forma parte del sistema de la Universidad de Londres, el Grupo Russell y el grupo de universidades del llamado Golden triangle. Es la tercera institución de educación superior más antigua de Inglaterra, después de Oxford y Cambridge.
En 2009 y 2012 fue nombrada la cuarta mejor universidad del mundo por la clasificación THE, y la quinta junto con Oxford en el 2014 por el QS World University Ranking. Fundada en 1826, con el nombre de Universidad de Londres, a partir de las ideas radicales de Jeremy Bentham, la UCL fue la primera institución universitaria que se creó en Londres y la primera en Inglaterra en ser completamente laica y admitir estudiantes de cualquier religión. En 2017 la universidad se ubicó como la séptima mejor universidad del mundo según el QS World University Ranking. Igualmente su escuela de urbanismo y arquitectura "The Bartlett School" es una de las más prestigiosas e importantes a nivel mundial, ubicándose en segundo lugar, solo por detrás del Instituto Tecnológico de Massachusetts en los Estados Unidos.
Según el más reciente Marco de Excelencia en Investigación (Research Excellence Framework, 2014) UCL fue la universidad mejor evaluada en todo el Reino Unido. Los resultados muestran el poder en investigación de la Universidad en general, y de varios de sus departamentos en particular. UCL obtuvo la mayor cantidad de investigación calificada como de 4 estrellas o de "clase mundial" (world leading) en el Panel A: Ciencias médicas y biológicas, y en el Panel C: Ciencias Sociales. El departamento de Economía de UCL es el mejor evaluado de todos los departamentos de Economía y Econometría de Reino Unido, y el mejor evaluado entre todas las áreas, entre todos los departamentos del Reino Unido. El Jill Dando Institute of Security and Crime Science (JDI), es el primero en el mundo específicamente enfocado en la ciencia del crimen. De acuerdo al Marco de Excelencia en Investigación de 2014, el 84% de la investigación del JDI es calificada como de 4 estrellas o de "clase mundial".
La mayor parte de la escuela se encuentra en unas de las áreas más privilegiadas a nivel mundial, en el barrio de Bloomsbury, en el centro de Londres, en Gower Street. Las estaciones más cercanas de Metro son: Euston, Euston Square y Warren Street y también cerca a la estación internacional de trenes de San Pancras con trenes que llevan directamente a París y Bruselas en menos de dos hora y media.
Su fundación, a menudo se atribuye al filósofo Jeremy Bentham (1748-1832), aunque dicha atribución es incorrecta. Sin embargo, sus restos todavía se mantienen en su interior conforme a sus deseos: una gran urna con la tapa de cristal que muestra su esqueleto vestido y coronado con un modelo en cera de su cabeza. Uno de los rumores de la escuela indica que la caja que contiene sus restos preside las reuniones de los alumnos más antiguos de la escuela, y que cuando se le nombra suele ser referido como 'presente pero sin voto'.
Los graduados de UCL se encuentran entre los más empleables en el mundo y entre sus alumnos han figurado el "Padre de la Nación " de la India, Kenia y Mauricio, los fundadores de Ghana, el Japón moderno y Nigeria, y uno de los codescubridores de la estructura del ADN. Hay por lo menos 29 ganadores del Premio Nobel y tres medallas Fields entre los alumnos de UCL y el personal actual y anterior.

## Historia

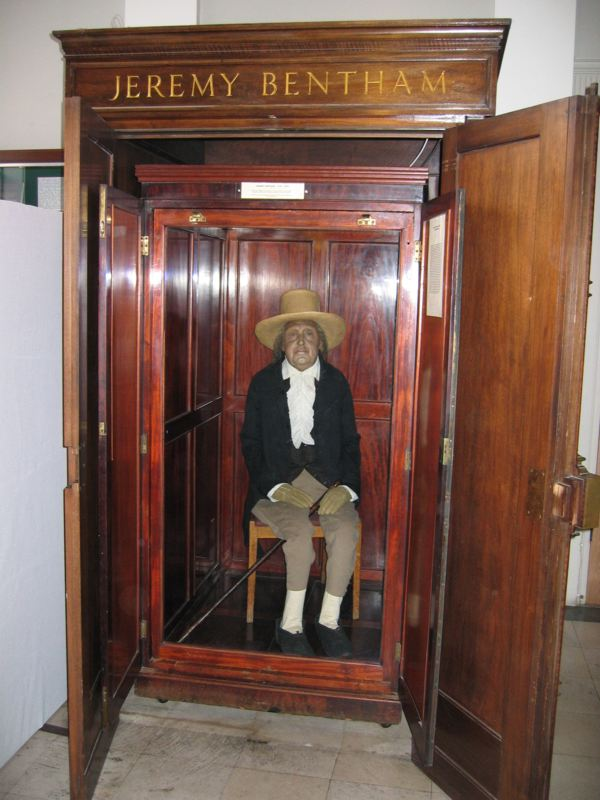
Jeremy Bentham

La UCL fue fundada en 1826 con el nombre de Universidad de Londres como alternativa a las universidades con tradición estrictamente religiosa de Oxford y Cambridge. Sin embargo, no fue hasta 1836 (año en que la Universidad de Londres fue constituida) que la escuela fue legalmente reconocida y se le concedió capacidad para otorgar titulaciones académicas oficiales. Así, su estado legal como institución universitaria es posterior al de la Universidad de Durham (fundada en 1832); sin embargo, dado que la UCL fue realmente fundada en 1826, a menudo es considerada como la tercera universidad más antigua de Inglaterra, después de Oxford y Cambridge. También se dice que, puesto que la carta fundacional del King's College de Londres (datada en el año 1829) es anterior a la de la UCL en cinco años, la UCL no debería ser considerada siquiera la escuela más antigua de la Universidad de Londres.
La escuela fue la primera institución de enseñanza superior del Reino Unido en aceptar estudiantes de cualquier raza, ideas políticas o credo religioso. Posiblemente fue la primera en aceptar mujeres en términos de igualdad con los hombres (aunque esto sería compartido con la Universidad de Bristol), la primera en establecer un sindicato de estudiantes (aunque hombres y mujeres tuvieron sindicatos separados hasta 1945), y la primera en tener cátedras de ingeniería química, química, egiptología, ingeniería eléctrica, inglés, francés, geografía, alemán, italiano, fonética, psicología y zoología.
En 1907 la Universidad de Londres fue reconstituida y muchas de las escuelas, incluyendo la UCL, perdieron su independencia legal. Esta situación continuó hasta 1977, año en el que se redactó la carta que restauró la independencia de la UCL. En 1985 el edificio principal de Gower Street se terminó de construir - 158 años después de la primera cimentación.
Todavía hoy la UCL mantiene una posición estrictamente secular y, a diferencia de la mayoría de las universidades del Reino Unido, no tiene capilla para los cristianos ni habitaciones de oración para los musulmanes. Debido a esta política, la UCL también es conocida como la "institución atea de Gower Street".
La biblioteca de la UCL tiene fama propia y su colección incluye una primera edición de los Principia de Newton.

### 1836 a 1900 - University College, Londres
En 1836, la Universidad de Londres fue incorporada por carta real bajo el nombre de University College, London . El mismo día, la Universidad de Londres fue creada por el estatuto real como una junta examinadora que otorga títulos para estudiantes de escuelas y colegios afiliados, con University College y King's College, Londres nombrados en el estatuto como los dos primeros afiliados.
La Slade School of Fine Art se fundó como parte del University College en 1871, tras un legado de Felix Slade. 
En 1878, la Universidad de Londres obtuvo una carta suplementaria que la convirtió en la primera universidad británica en poder otorgar títulos a mujeres. El mismo año, la UCL admitió mujeres en las facultades de Artes y Derecho y de Ciencias, aunque las mujeres siguieron excluidas de las facultades de Ingeniería y Medicina (con excepción de los cursos de salud pública e higiene). Si bien la UCL afirma haber sido la primera universidad en Inglaterra en admitir mujeres en igualdad de condiciones que los hombres, desde 1878, la Universidad de Bristol también hace esta afirmación, habiendo admitido mujeres desde su fundación como universidad en 1876. Armstrong College, una institución predecesora de la Universidad de Newcastle, también permitió que las mujeres ingresaran desde su fundación en 1871, aunque ninguna se inscribió hasta 1881.  Las mujeres finalmente fueron admitidas a estudios médicos durante la Primera Guerra Mundial en 1917, aunque se impusieron limitaciones en su número después de que terminó la guerra.

## Tradiciones y cultura
La University College London Union, fundada en 1893, reclama ser la primera unión de estudiantes en Inglaterra. Hoy en día la unión ofrece una amplia gama de servicios para todos los estudiantes de UCL. La unión está dirigida por estudiantes elegidos quienes logran y supervisan las actividades de varias clubes y sociedades de estudiantes.

## Campus y ubicaciones

### Bloomsbury

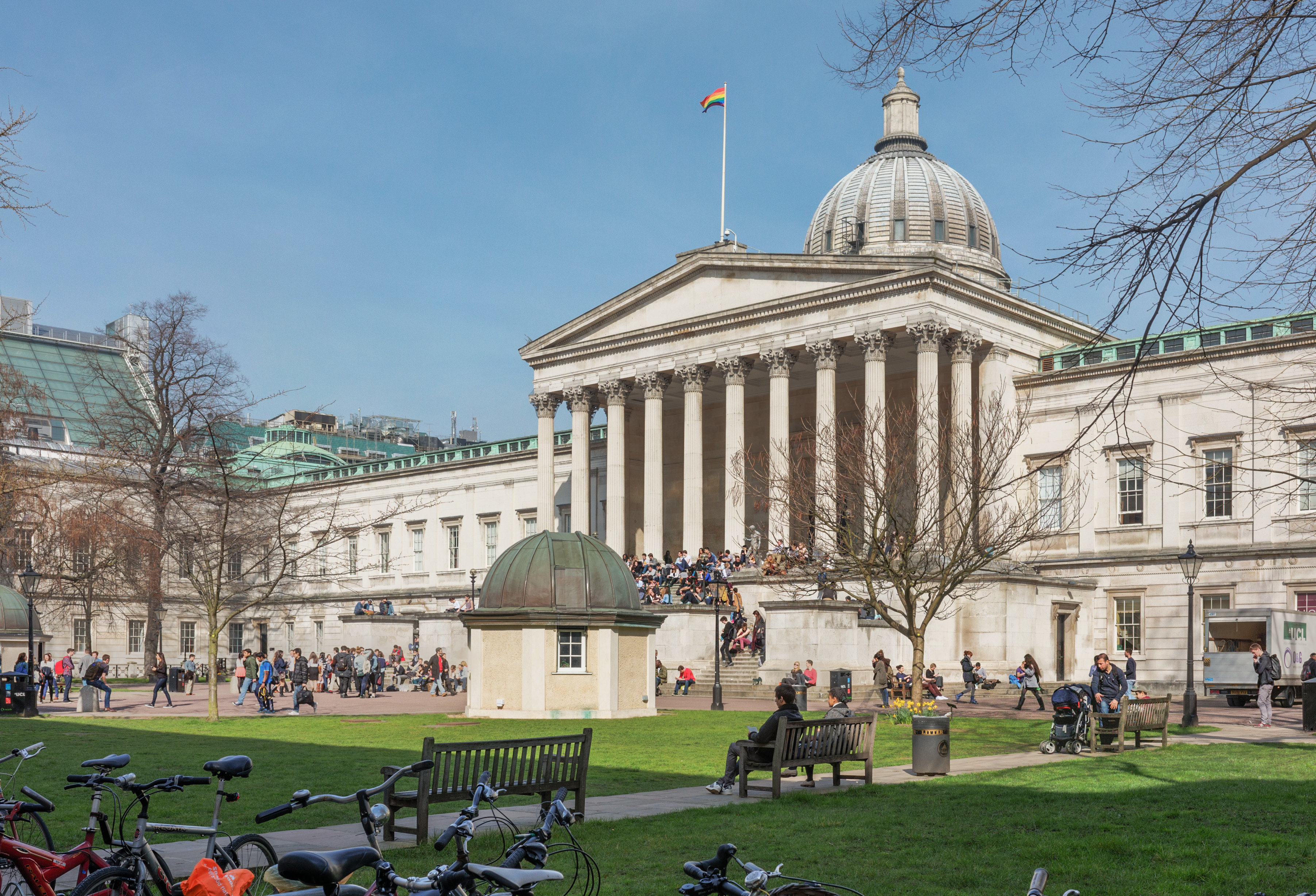
Edificio Wilkins y Main Quad

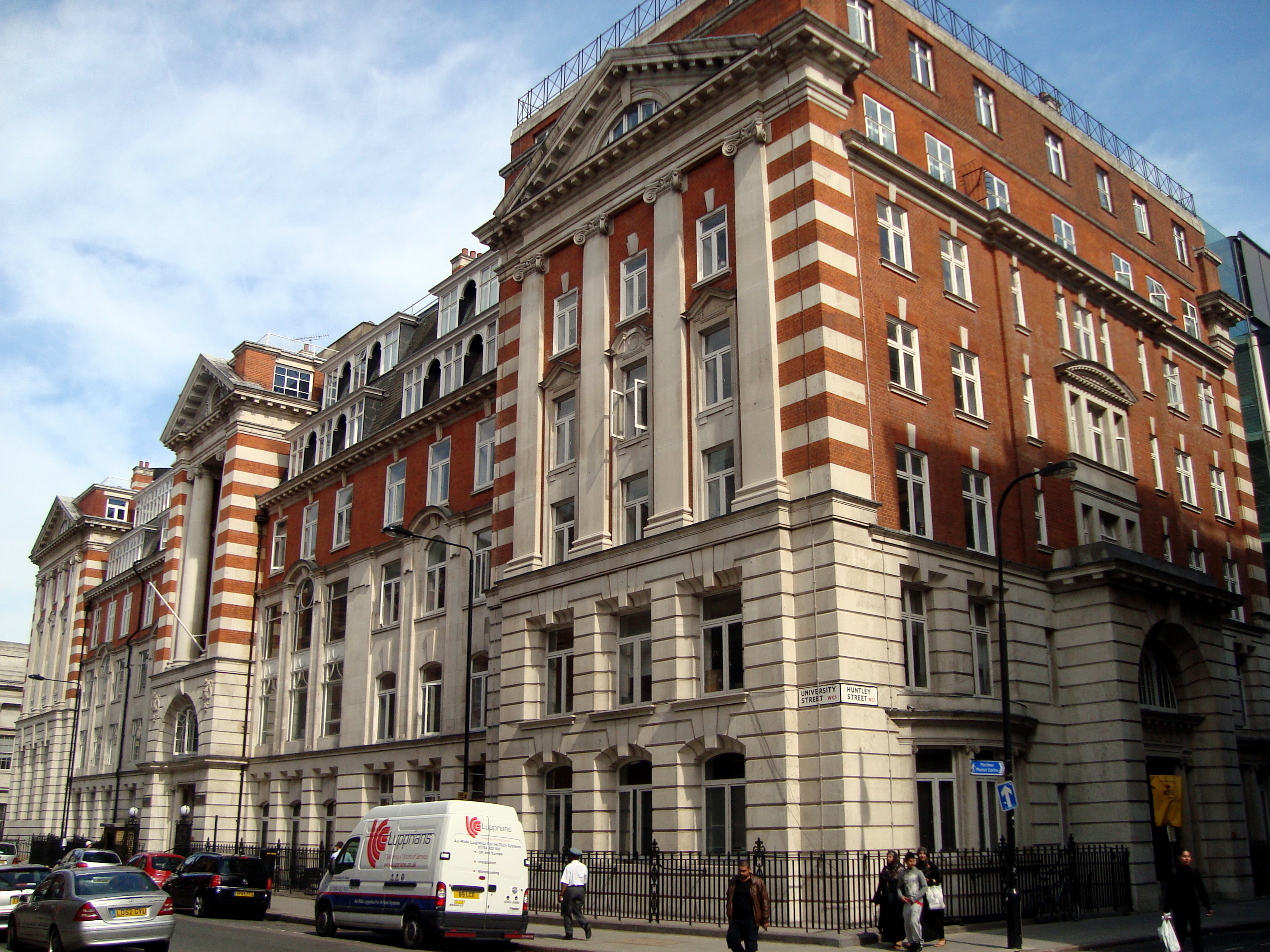
Edificio Rockefeller en University Street, Uno de los principales de UCL

El edificio Rockefeller en University Street, una de las instalaciones más grandes de UCL, tiene su sede principalmente en el área de Bloomsbury del distrito londinense de Camden , en el centro de Londres . El campus principal está ubicado alrededor de Gower Street e incluye la Facultad de Ciencias de la Ingeniería de la UCL , los departamentos de economía, geografía, historia, idiomas, matemáticas, administración, filosofía y física, las instalaciones preclínicas de la Facultad de Medicina de la UCL , el Centro de Nanotecnología de Londres, el Slade School of Fine Art , UCL Union , la biblioteca principal de UCL, la UCL Science Library, el Bloomsbury Theatre, el Petrie Museum of Egyptian Archaeology , el Grant Museum of Zoology y el Hospital afiliado al University College. Cerca de Bloomsbury se encuentran el Instituto del Cáncer de la UCL, la Facultad de Ciencias Sociales e Históricas de la UCL , la Facultad del Entorno Construido (The Bartlett) de la UCL, la Facultad de Leyes de la UCL, el Instituto de Arqueología de la UCL , el Instituto de Educación de la UCL , la Facultad de Farmacia de la UCL, Escuela de Políticas Públicas de la UCL y Escuela de Estudios Eslavos y de Europa del Este de la UCL .
El área alrededor de Queen Square en Bloomsbury, cerca del campus principal, es un centro para la investigación y la atención médica relacionadas con el cerebro, con el Instituto de Neurociencia Cognitiva de la UCL y el Instituto de Neurología de la UCL ubicados en el área junto con el Hospital Nacional de Neurología  y neurocirugía . El Instituto de Salud Infantil Great Ormond Street de UCL y el Hospital para Niños Great Ormond Street se encuentran adyacentes, formando un centro para la investigación y la atención médica pediátricas. El UCL Ear Institute , el UCL Eastman Dental Institute y el Royal National Throat, Nose and Ear Hospital y el  Eastman Dental Hospital se encuentran cerca en el este de Bloomsbury a lo largo de Gray's Inn Road y forman un centro para la investigación y la atención médica en audiología y odontología, respectivamente.
Los edificios notables de la UCL en Bloomsbury incluyen el edificio principal de la UCL , que incluye el octágono , el patio, los claustros y el edificio Wilkins diseñado por William Wilkins ; el Cruciform Building, Gower Street (un edificio rojo en forma de cruz que anteriormente albergaba el University College Hospital); y el edificio Rockefeller, University Street, sede de la Escuela de Medicina del University College  y que lleva el nombre del magnate petrolero estadounidense John D. Rockefeller por el apoyo de la Fundación Rockefellerer la década de 1920. Debido a su posición dentro de Londres y la naturaleza histórica de sus edificios, incluido el edificio principal y el patio de la UCL, UCL se ha utilizado como ubicación para varias producciones de cine y televisión, incluido Doctor in the House (1954), Gladiator (2000), The Mummy Returns (2001), The Dark Knight (2008) e Inception (2010). 
Varias instituciones importantes tienen su sede cerca del campus principal, incluida la Biblioteca Británica, la Asociación Médica Británica, el Museo Británico, Cancer Research UK, Gray's Inn, el Medical Research Council, RADA , la Royal Academy of Art, la Royal Institution y el Wellcome Trust. Muchas escuelas e institutos de la Universidad de Londres también están cerca, como Birkbeck, la Universidad de Londres, la Escuela de Negocios de Londres , la Escuela de Higiene y Medicina Tropical de Londres, la Royal Veterinary College, la Escuela de Estudios Avanzados, la Escuela de Estudios Orientales y Africanos y la Biblioteca de la Casa del Senado. La estación de metro de Londres más cercana es Euston Square, con Goodge Street, Russell Square, Tottenham Court Road y Warren Street muy cerca. Las principales estaciones de tren de Euston, King's Cross y St Pancras se encuentran a poca distancia a pie.

## Comunidad

### Antiguos estudiantes y profesores
[cita requerida]

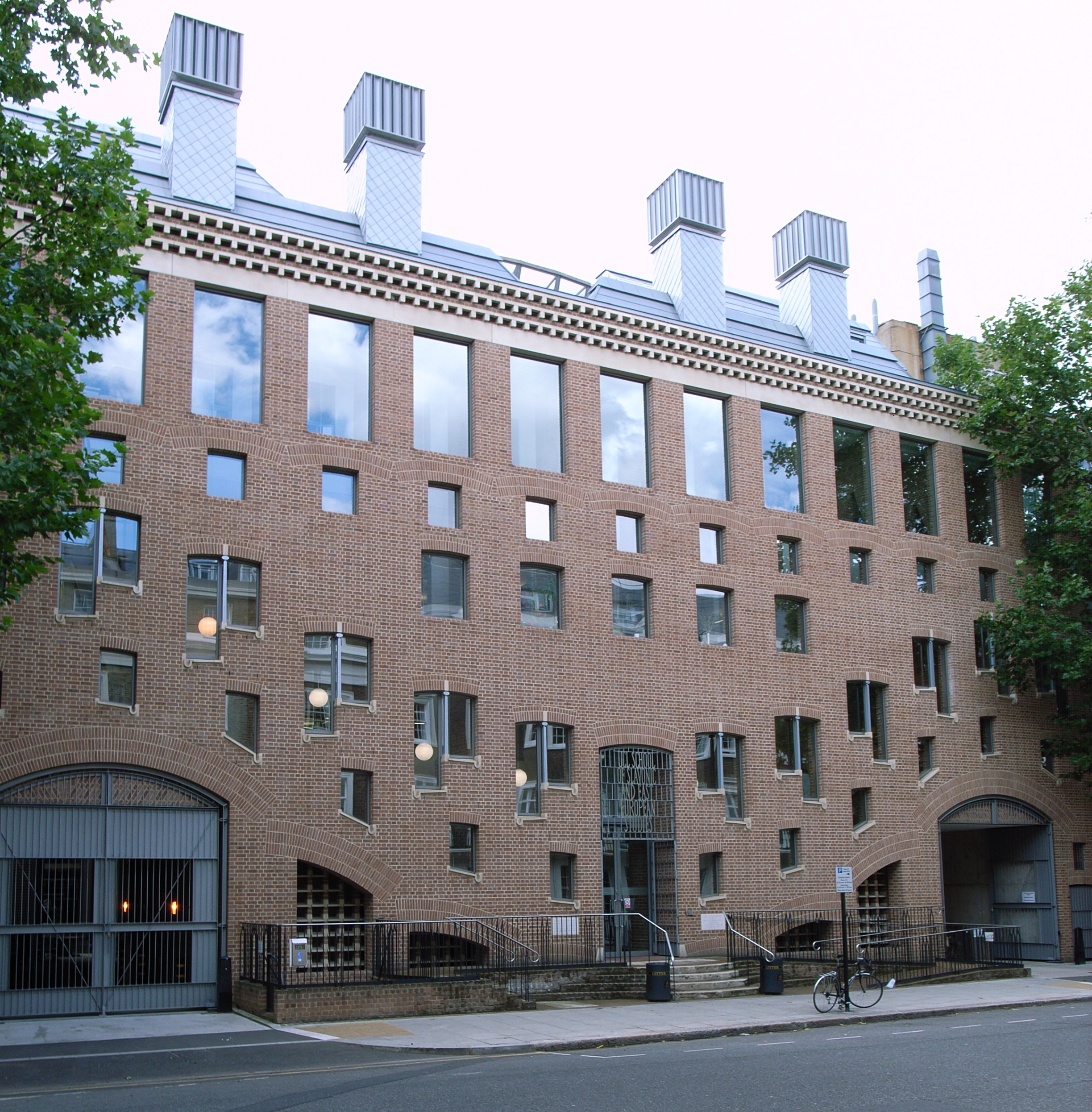
Escuela de Estudios Eslavos y de Europa del Este (SSEES)

En orden alfabético, según la inicial del primer apellido:
- Guy Berryman
- Raymond Briggs
- Mariana Blanco
- Jonny Buckland
- William Champion
- G. K. Chesterton
- Alex Comfort
- Francis Crick
- David Crystal
- Ambrose Fleming
- Ken Follett
- Mahatma Gandhi
- Ricky Gervais
- Alexander Graham Bell
- Eileen Gray
- Chaim Herzog
- Richard Houghs
- Hirobumi Ito
- Matthew Hunter
- Los miembros del grupo Keane: Tom Chaplin, Tim Rice-Oxley
- Jomo Kenyatta
- Jun'ichirō Koizumi
- Chris Martin
- Christopher Nolan
- William Ramsay
- Yasmin Shariff[18]
- Ernest Satow
- Marie Stopes
- Ana Mulvoy Ten
- Joshua Third
- Silvia Maureen Williams

Entre los profesores notables se encuentran:
- Peter Cook
- Steve Jones
- William Radice
- Alan Sokal
- Stephen Spender
- John C. Wells

+ Nick Tyler